# Starlight Media
«Starlight Media» (до 2021 року «StarLightMedia») — українська медіагрупа у сфері телебачення, створена 2009 року. До складу медіагрупи входять телеканали «ICTV», «ICTV2», «ICTV Серіали», «СТБ», «Новий канал», «ОЦЕ ТБ», «Super+», «Твій серіал», «Твоє кіно Хіт», «Твоє кіно Action», «Твоє кіно Relax», «Супермама», «М1» та «M2».

## Історія медіа
«StarLightMedia» було засновано 11 листопада 2009 року. Засновниками є Віктор та Олена Пінчуки.
У жовтні 2011 року журнал «Forbes» включив «StarLightMedia» в рейтинг «200 найбільших компаній України» (132 місце). За даними журналу виторг групи у 2010 становила 1,7 млрд грн.
У березні 2020 року почав мовлення міжнародний україномовний телеканал «ICTV Ukraine», орієнтований на українську діаспору та українців за кордоном. Однак, у грудні 2022 року телеканал провів ребрендинг в «ICTV2» і став каналом-дублером «ICTV».

## Бізнес
Медіагрупа поєднує дистрибуцію і виробництво теле- та діджитал-контенту та сумісні бізнеси. Телеканали, які об'єднує група, спрямовані на аудиторію 12-60 років у містах із населенням понад 50 тис.
З 2014 року компанія нарощує частку власного серіального виробництва. Серед програм і серіалів: «Холостяк», «Холостячка», «Дизель Шоу», «Пес», «Битва екстрасенсів», «Кріпосна», «МастерШеф», «Хата на тата», «X-Фактор», «Я соромлюсь свого тіла», «Один за всіх», «Слідство ведуть екстрасенси», «Ніщо не трапляється двічі», «Вагітна у 16», «Україна має талант», «Танцюють всі!», «Зважені та щасливі», «Кохана, ми вбиваємо дітей», «Врятуйте нашу сім'ю», «Супермама», «Колір пристрасті», «Коли ми вдома», «Караоке на майдані», «Все буде добре», «Неймовірна правда про зірок», «Хто зверху?», «Ревізор», «Від пацанки до панянки», «Аферисти в сітях», «Супермодель по-українськи», «Останній герой», «Фабрика зірок», «Вар'яти», «Будиночок на щастя», «Суперінтуїція», «Хто проти блондинок?», «Екси», «Київ вдень та вночі», скетчком «Леся+Рома», «Козаки. Абсолютно брехлива історія», «Громадянська оборона», «Антизомбі», «Секретний фронт», «Багач-бідняк», «Папаньки», «На трьох» тощо.
Медіагрупа виробляє власні новинні та суспільно-політичні типи контенту: новинні програми «Факти» («ICTV») та «Вікна-Новини» («СТБ»), проєкт «Факти тижня» («ICTV»), політичного ток-шоу «Свобода слова», кримінальних новин «Надзвичайні новини», публіцистичних програм «Антизомбі» та «Громадянська оборона», аналітичного проєкту «Більше ніж правда», інформаційно-розважального ранкового шоу «Ранок у великому місті», розважальної програми «Неймовірна правда про зірок», документального трилера «Теорія змови» та багатьох інших. Новинний сайт fakty.com.ua входить до списку 10 найкращих новинних ресурсів України.
До складу групи також входять продакшн-студії, зокрема «StarLight Production», що знімає телесеріали, телешоу, рекламні ролики, понад тисячу годин контенту на рік. До складу групи входять дві сервісні компанії із забезпечення відеовиробництва — «StarLight Rental» (реалізація технічних рішень і забезпечення знімальним обладнанням) і «StarLight Scenery» (розроблення, виробництво декорацій та реквізиту).
Одними з найкращих адаптацій у світі визнані[ким?] «МастерШеф», «Х-Фактор», «Зважені ті щасливі», «Холостяк», «Топ-модель по-українськи», «Україна має талант», «Останній герой», «Танцюють всі».

### Медійні активи
- ICTV — загальнонаціональний телеканал. Етер каналу — це поєднання інформаційних і розважальних програм. Окрім програм власного виробництва, канал представляє українським глядачам можливість бути в курсі телевізійних проєктів-лідерів. Технічне покриття — 95 %. Цільова аудиторія — 18—60 років.
- ICTV2 — загальнонаціональний телеканал канал-дублер «ICTV». Технічне покриття — 95 %. Цільова аудиторія — 18—60 років.
- СТБ — загальнонаціональний телеканал. Контент-наповнення включає інформаційні випуски новин, художні картини від закордонних і українських режисерів, документальні фільми, серіали, розважальні шоу. Технічне покриття — 95 %. Цільова аудиторія — 18—54 років.
- Твій серіал — фільмовий телеканал, що транслює серіали. Технічне покриття — 95 %. Цільова аудиторія — 18—54 років.
- Новий канал — розважальний канал. Програма Нового каналу пропонує дивитися фільми, серіали, мультфільми, розважальні шоу. Технічне покриття — 95 %. Цільова аудиторія — 14—50 років.
- ОЦЕ ТБ — розважальний канал, що транслює повтори програм з каналів «ICTV», «СТБ» та «Нового каналу», а також транслює серіали власного та іноземного виробництва. Технічне покриття — 95 %. Цільова аудиторія — 18—54 роки.
- Super+ — розважальний телеканал, який транслює розважальні програми і серіали. Цільова аудиторія — 12—60 років.
- М1 (разом з «ТАВР Медіа») — музичний канал, що транслює українську та світову музику. Цільова аудиторія — 14—25 років.
- М2 (разом з «ТАВР Медіа») — музичний канал, що транслює українську музику. Цільова аудиторія — 14—25 років.

### Регіональні канали
- 11 канал (Дніпропетровська область)

### Fast-канали
Fast-канали, які виключно мовлять на OTT-платформах
- ICTV Серіали
- Супермама
- Пес
- Ревізор
- Дизель-шоу

### Закриті телеканали
- QTV — замінено на ОЦЕ ТБ
- ICTV Ukraine — замінено на ICTV2

### Дистрибуція
- Setanta Sports
- Setanta Sports+
- Maincast Sport
- Niki Kids
- Niki Junior
- Рибалка
- Твоє кіно Хіт
- Твоє кіно Action
- Твоє кіно Relax
- EU Music
- Black
- Viva latino
- UA Music
- 4Ever Music
- 4Ever Drama
- 4Ever Cinema
- 4Ever Theater

## Соціальні проєкти
Для розширення можливостей жінок у липні 2019 року «StarLightMedia стала» підписантом «Women Empowerment Principles» — міжнародних принципів, розроблених «ООН-жінки» та Глобальним договором ООН.

## Конфлікти з провайдерами
У березні 2021 року медіахолдинг «StarLightMedia» заявив, що планує припинити співпрацю з мережею «Ланет» і забрати з її пакетів свої канали, не пояснюючи причини припинення співпраці. Інтернет асоціація України заявила, що вбачає у діях медіагрупи змову та тиск на провайдера. Водночас у квітні 2021 року АМКУ оприлюднив заяву, у якій закликав медіагрупу утриматися від одночасного безпідставного припинення договорів з провайдерами. Медіагрупа не дослухалась до рекомендацій Антимонопольного комітету та розірвала договір, через що «Ланет» вимушено припинила трансляцію каналів медіагрупи.
Мережа Ланет подала до суду проти медіагрупи[джерело?].
На початку 2024 року деякі провайдери «Основа», «Еверест» та «Бест» виключили телеканали медіагрупи. Причиною стало підвищення на 50 % плати за трансляцію з обов'язковим додаванням телеканалу «Твій серіал».